# 奥霍斯-德尔萨拉多山
奥霍斯-德尔萨拉多山是安第斯山脈中的一座火山，標高6,891米，是世界上最高的活火山，智利的最高峰。该火山位于阿根廷和智利的边境，西半球最高山峰阿空加瓜山以北约600公里。
奥霍斯-德尔萨拉多山靠近阿塔卡马沙漠，气候干燥，只有接近山巅处有积雪；但该火山东侧有一直径约100米的火山口湖，海拔6,390米，是世上海拔最高的湖泊。
首次成功攀登该山峰顶的是波兰人扬·阿尔弗雷德·什切潘斯基（Jan Alfred Szczepański）和尤斯廷·沃伊什尼斯（Justyn Wojsznis）。

## 火山活动
奥霍斯-德尔萨拉多山是一座活火山。根据史密森尼学会“全球火山作用计划”的资料，该山最近一次爆发约在1,000至1,500年前。

## 參看
- 尤耶亞科山